# Leskeaceae
Leskeaceae là một họ rêu trong bộ Bryales.